# Jan Dominiak
Jan Dominiak (ur. 23 grudnia 1893 w Benicach, zm. 2 lipca 1940 w Równem) –  żołnierz armii niemieckiej, powstaniec wielkopolski i podoficer Wojska Polskiego oraz Policji Państwowej w II Rzeczypospolitej, kawaler Orderu Virtuti Militari.

## Życiorys
Urodził się w Benicach w rodzinie Wawrzyńca i Marianny z Zarembów. Absolwent szkoły powszechnej. Po jej ukończeniu pracował w gospodarstwie rodziców.
W 1913 powołany do niemieckiego 13 pułku dragonów. W okresie I wojny światowej walczył na froncie francuskim i rosyjskim. Po demobilizacji wstąpił do oddziałów powstańczych i brał udział w powstaniu wielkopolskim.
Od sierpnia 1919 w składzie 2 szwadronu 15 pułku ułanów walczył na froncie polsko-bolszewickim.
W lipcu 1920 pod wsią Drożnia koło Słucka, kiedy dowodził szpicą, jego oddział został zaatakowany przez przeważające siły przeciwnika; w walce na bagnety wróg został odparty. Za bezprzykładne bohaterstwo i poświęcenie w tym boju odznaczony został Krzyżem Srebrnym Orderu Virtuti Militari. W grudniu 1920, będąc kierownikiem placówki, uczestniczył w akcji plebiscytowej na Górnym Śląsku.
W 1925, zdemobilizowany z wojska, wstąpił do Policji Państwowej. W stopniu starszego przodownika był komendantem posterunków w Zgoranach i Mizoczu. W październiku 1939 przebywał w Zdołbunowie. Tam został aresztowany przez NKWD i osadzony w więzieniu w Równem. 7 marca 1940 został skazany na karę śmierci, a 2 lipca tego roku rozstrzelany w Równem.
Data śmierci ustalona została przez Sąd Grodzki w Jarocinie na dzień 24 lutego 1949.

## Życie prywatne
Był żonaty z Jadwigą Gołębniak, miał synów: Zdzisława (ur. 1927) i Ryszarda (1931)

## Ordery i odznaczenia
- Krzyż Srebrny Orderu Virtuti Militari (nr 3992)[1]
- Krzyż Walecznych[2]
- Krzyż Zasługi za Dzielność[2]